# Asdrúbal Padrón
Félix Asdrúbal Padrón Hernández (Las Palmas de Gran Canaria, España, 13 de marzo de 1991) conocido como Asdrúbal, es un futbolista español. Juega de delantero y su equipo actual es la Arucas C. F. de la Tercera Federación.

## Trayectoria
Formado en los filiales de la U. D. Las Palmas, en 2013 salta al primer equipo desde Las Palmas Atllético. Tras dos temporadas en segunda División consigue el ascenso a Primera. En la temporada 2015/16 apenas participa en el equipo y en enero decide salir cedido al C. D. Leganés, con quienes alcanza un nuevo ascenso.
En el verano de 2016 hace la pretemporada con el club canario,que le buscó salir cedido, pero después de frustrarse a última hora su salida al Elche C. F.,  se quedó en la plantilla de la U. D. Las Palmas. El 2 de octubre debutó en Primera División en el Reino de Navarra ante Osasuna.
El 3 de enero de 2017, rescindió su contrato con la U. D. Las Palmas, para fichar por el Thai Port F. C. de la Primera División de Tailandia. En julio de 2017 dejó el club tailandés para irse al Central Coast Mariners de Australia.
El 20 de enero de 2018 se incorporó a la AD Alcorcón, firmando hasta el 30 de junio de 2020. En el mercado invernal de 2019 rescindió dicho contrato para incorporarse al Salamanca C. F. UDS. Al final de la temporada dejó el club de Salamanca para volver a su ciudad natal incorporándose a la U. D. Tamaraceite de la Tercera División de España.
Tras cuatro temporadas en las que vivió un ascenso a Segunda Fefderación y el retorno a Tercera dos años más tarde, en 2023 abandonó el club para incorporarse al Arucas C. F. también en Tercera Federación.

## Clubes
Actualizado al último partido jugado el 23 de abril de 2023.
| Club                          | País      | Temp.     | Part. | Goles |
| ----------------------------- | --------- | --------- | ----- | ----- |
| Las Palmas Atlético           | España    | 2011-2013 |       |       |
| Las Palmas Atlético           | España    | 2013-2014 | 1     | 1     |
| U. D. Las Palmas              | España    | 2013-2014 | 31    | 4     |
| U. D. Las Palmas              | España    | 2014-2015 | 15    | 2     |
| U. D. Las Palmas              | España    | 2015-2016 | 0     | 0     |
| C. D. Leganés                 | España    | 2016      | 8     | 1     |
| U. D. Las Palmas              | España    | 2016-2017 | 1     | 0     |
| Thai Port F. C.               | Tailandia | 2017      | 0     | 0     |
| Central Coast Mariners        | Australia | 2017-2018 | 11    | 2     |
| Agrupación Deportiva Alcorcón | España    | 2018-2019 | 11    | 1     |
| Salamanca C. F. UDS           | España    | 2019      | 16    | 1     |
| U. D. Tamaraceite             | España    | 2019-2023 | 76    | 20    |
| Arucas C. F.                  | España    | 2023-     |       |       |